# 由藍郁美
由藍 郁美（ゆら いくみ、1982年12月29日 - ）は、日本の元女子プロレスラー。身長168cm、体重78kg、血液型O型。埼玉県南埼玉郡出身。本名は非公開。

## 経歴・戦歴
2004年
- 10月3日、NEO女子プロレス・板橋グリーンホール大会において、対市井舞戦でデビュー。いきなりダイビング・セントーンでフォール勝ちを奪う。
- 12月24日のNEO・板橋グリーンホール大会の対さくらえみ戦を最後に長期欠場に入る。

2005年
- 3月末を以て我闘姑娘を退団、引退。